# 21639 Davidkaufman
21639 Davidkaufman è un asteroide della fascia principale. Scoperto nel 1999, presenta un'orbita caratterizzata da un semiasse maggiore pari a 2,2715825 UA e da un'eccentricità di 0,1175560, inclinata di 5,82306° rispetto all'eclittica.